# Megaloprotachne albescens
Megaloprotachne es un género monotípico de plantas herbáceas de la familia de las poáceas. Su única especie Megaloprotachne albescens, es originaria del sur de África.

## Descripción
Son plantas anuales; cespitosas o decumbentes (a veces raíces en los nudos inferiores). Con culmos de 15-90 cm de altura; herbáceas; ramificadas arriba, o no ramificadas arriba. Nodos de los culmos peludos. Entrenudos huecos Los brotes jóvenes intravaginales. Hojas no agregadas basales; no auriculadas. Hojas con láminas lineares; estrechas; 3-7 mm de ancho; planas; sin venación; persistente. La lígula una membrana con flecos ; no truncada (aguda); aproximadamente de 1 mm de largo (excluyendo los pelos, que son de 1 a 2 mm de largo). Contra-lígula ausente.  Plantas bisexuales, con espiguillas bisexuales; con flores hermafroditas.
Inflorescencia de las ramas principales espigadas (racimos en espiga o panículas estrechas) ; subdigitadas (por lo general con varios racimos debajo del ápice), o no digitadas. Ramas de la inflorescencia primaria (1 -) 5-8 (-15).  

## Taxonomía
Megaloprotachne albescens fue descrita por Charles Edward Hubbard y publicado en Bulletin of Miscellaneous Information Kew 1929: 321–322. 1929.
Sinonimia
- Megaloprotachne glabrescens Roiv.[3][4]